# Pinnacle Bank Arena
Pinnacle Bank Arena (anteriormente chamada de West Haymarket Arena e informalmente conhecida pela sigla PBA ou "The Vault") é uma arena multi-uso situada em Lincoln, Nebraska, Estados Unidos. Seu custo foi de US$ 180,797,782, e comporta entre 10,900 e 16,130 pessoas, dependendo do evento.